# Skottsbergiella diaporthoides
Skottsbergiella diaporthoides är en svampart som beskrevs av Petr. 1927. Skottsbergiella diaporthoides ingår i släktet Skottsbergiella, ordningen Diaporthales, klassen Sordariomycetes, divisionen sporsäcksvampar och riket svampar.   Inga underarter finns listade i Catalogue of Life.